# Kate Campbell Hurd-Mead
Kate Campbell Hurd-Mead (Danville, Quebec, 6 d'abril de 1867 – Haddam, Connecticut, Estats Units, 1 de gener de 1941) fou una feminista pionera i metgessa quebequesa especialista en obstetrícia que va promoure el rol de les dones en la medicina. És autora del llibre A History of Women in Medicine: From the Earliest of Times to the Beginning of the Nineteenth Century (Història de les dones a la medicina: des dels temps antics fins a començament del segle xix), publicat el 1938.

## Biografia
Kate Campbell Hurd (Mead era el cognom del seu marit) era la gran dels tres fills d'Edward Payson Hurd, metge en exercici, i Sarah Elizabeth (Campbell) Hurd. El 1870, la família es va traslladar a Newburyport, Massachusetts, on els nens van assistir a escoles públiques. Kate va decidir estudiar medicina, la carrera del seu pare, i per consell de la doctora Mary Putnam Jacobi. Va estudiar al Woman's Medical College de Pennsilvània, a Filadèlfia, el 1885, on es va graduar el 1888. Després es va incorporar al New England Hospital for Women and Children de Boston, on va estudiar amb Marie Zakrzewska. Va fer treballs postdoctorals a París, Estocolm i Londres.
El 1890 va tornar a Amèrica i va ser nomenada directora mèdica de Bryn Mawr School, una escola per a noies de Baltimore, on va instituir l'innovador programa de salut preventiva de l'escola, que incloïa educació física i exàmens mèdics periòdics. Juntament amb Alice Hall va fundar el dispensari nocturn per a dones i nenes treballadores de Baltimore, la primera institució d'aquella ciutat que va comptar amb dones metges. Va ser una forta defensora dels llavors nous models d'higiene materna i de benestar infantil.
El 1893, Hurd es va casar amb William Edward Mead, que era catedràtic d'anglès antic a la Universitat Wesleyana i es van traslladar a Middletown (Connecticut), per estar a prop de la universitat on ell treballava.
Hurd-Mead va ser una de les fundadores i la consultora ginecològica de l'Hospital del Comtat de Middlesex, a Connecticut, des del 1907 fins a la seva jubilació el 1925. També va ajudar a organitzar l'Associació d'Infermeres del districte de Middletown (1900), va ser vicepresidenta de la Societat Estatal Mèdica de Connecticut (1913-1914), presidenta de l'Associació Americana de Dones Metgesses, i organitzadora de l'Associació Internacional de Dones Metgesses (1919).
En una reunió del Johns Hopkins Historical Club el 1890, s'havia interessat per la història de les dones metgesses. Després de fer una àmplia investigació a Europa, Àsia i Àfrica va publicar Medical Women of America (1933) i el 1938 la primera història integral del paper de les dones en la professió mèdica: A History of Women in Medicine: From the Earlyst of Times to the Beginning of the Nineteenth Century. Va argumentar fortament l'existència real de Trotula, la metgessa siciliana de l'edat mitjana que alguns historiadors no consideraven una persona real, sinó un nom per a un conjunt d'obres.
Kate Campbell Hurd-Mead va morir als setanta-tres anys en un incendi forestal prop de casa seva mentre intentava ajudar la seva cuidadora, que també va morir en aquell incendi.